# 사워도

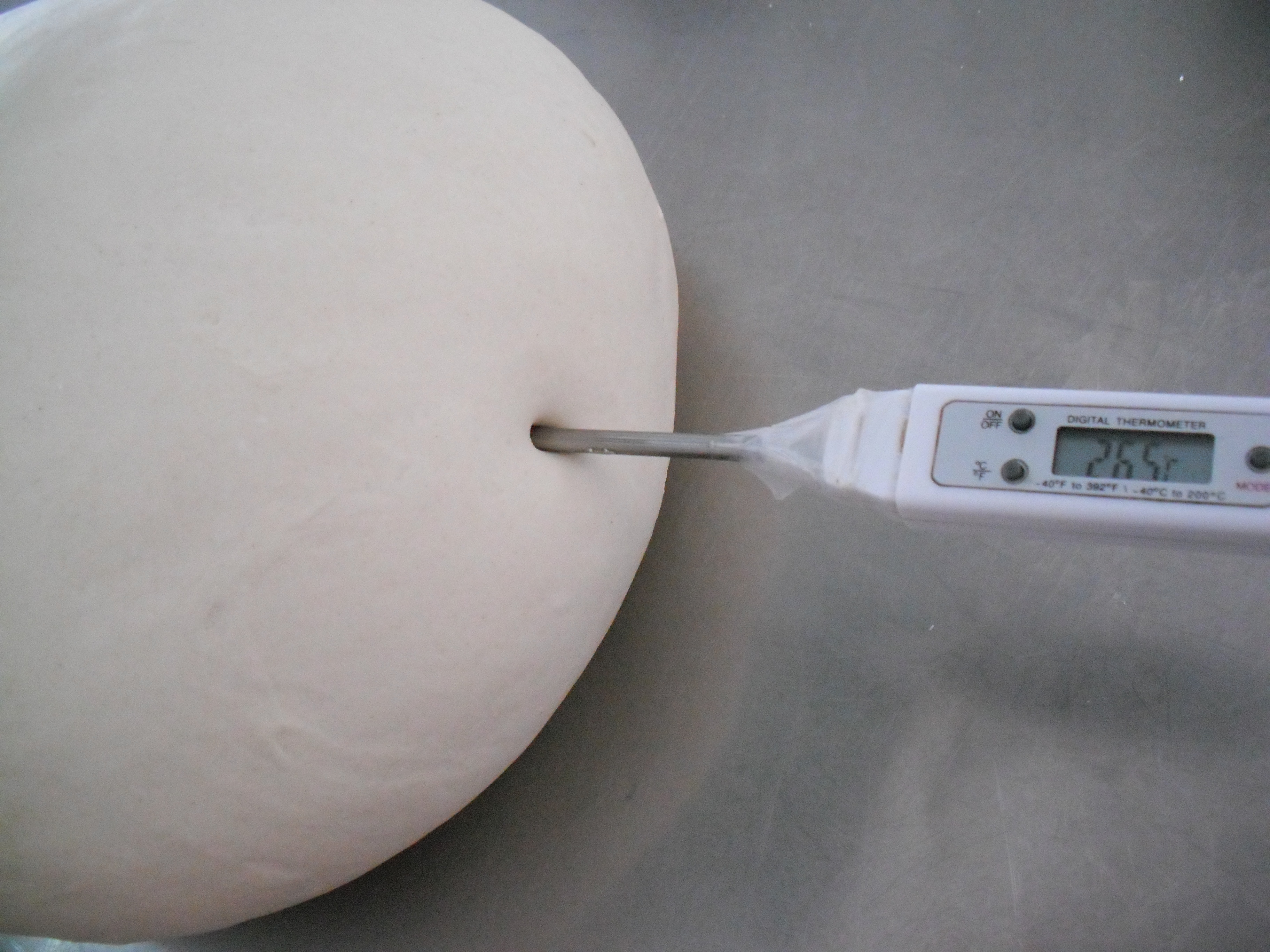
사워도 반죽

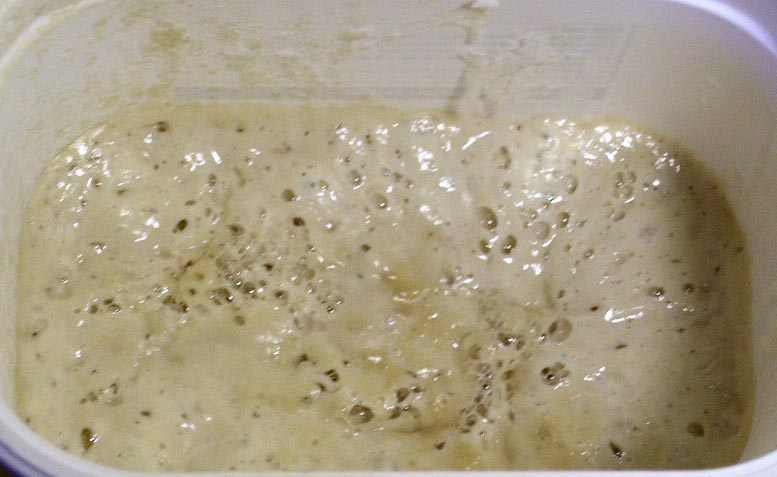
사워도 발효종

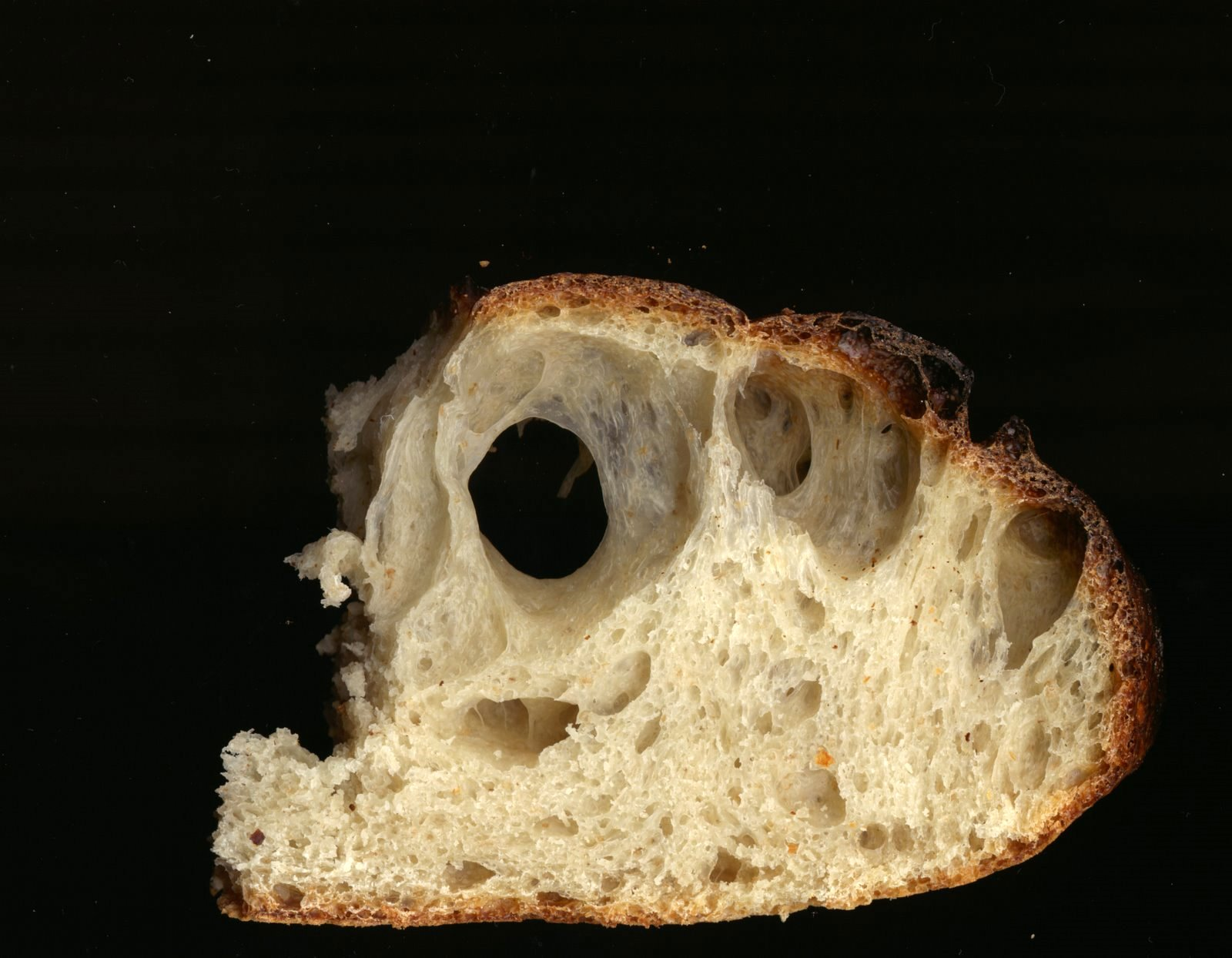
사워도 빵

사워도(sourdough)는 빵을 부풀리는 데 사용하는 유산균과 효모의 공생 배양물이다. 사워도로 만든 빵은 독특한 풍미가 나는데 유산균이 만들어 내는 유산이 그 주원인이다. 특히 호밀빵을 만들 때에 사워도를 많이 이용한다.
사워도 빵은 소량(20~25%)의 천연 발효종(天然醱酵種) 반죽을 이용해서 만든다. 발효종 반죽은 배양된 효모에 새로운 밀가루와 물을 섞어서 만든다. 이렇게 만들어진 반죽의 일부는 다음에 사용할 발효종으로 쓰기 위해서 따로 보관된다. 발효종 반죽에 새로운 밀가루와 물이 매일 공급이 되기만 하면 사워도 혼합물은 실온에서 언제까지나 온전하고 사용 가능한 상태로 유지할 수가 있다.
오랜 세월 동안 이전의 수많은 계대 배양을 통해 얻어진 발효종 반죽을 가진 제빵사를 흔히 볼 수 있다. 그 결과로 제빵사마다 자신의 사워도에 따른 독특한 풍미가 있게 된다. 발효종의 조합, 배양된 효모, 기온, 습도, 고도 등의 변화에 따라 사워도의 각 계대 사이에도 서로 다른 특성을 가질 수 있다.

## 사워도의 생화학적 특성
사워도 발효종은 효모와 유산균의 안정된 공생 배양물이다. 여기에는 잘 알려진 칸디다 밀레리(Candida milleri 효모)와 샌프란시스코 사워도의 락토바실러스 샌프란시센시스(Lactobacillus sanfranciscensis 유산균) 등이 밀가루와 물의 반죽 덩어리에서 자란다.
최초의 배양은 밀가루와 물의 혼합물로부터 시작한다. 신선한 밀가루에는 자연적으로 다양한 종류의 효모와 박테리아 포자들이 들어있다. 밀가루가 물과 만나면 자연발생적으로 아밀라아제 효소가 전분을 다당류인 자당(수크로스)과 엿당(말토스)로 분해한다. 말타아제는 당을 효모가 대사 작용을 할 수 있는 포도당과 과당으로 분해한다. 유산균은 주로 효모의 대사 작용의 산물을 먹고 산다. 이 혼합물은 반복적인 먹이 공급과 배양을 통해 균형을 이뤄가면서 공생 배양물로 형성해 간다.
안정적인 배양을 만들 가능성을 높이는 몇 가지 방법들이 있다. 그 중 하나가 신선한 유기농 밀가루를 이용하는 것이다. 여기에는 많은 가공을 거친 밀가루보다 좀 더 많은 미생물들이 있다. 그리고 겉껍질이 통째로 붙어 있는 통밀 밀가루를 쓰면 더욱더 다양한 종류의 미생물과 추가적인 미네랄이 포함되어 있다. 하지만 일부 배양에서는 흰 밀가루와 호밀가루를 섞어서 시작하거나 씻지 않은 포도 표면에 붙은 야생 효모를 종균으로 사용하기도 한다. 사용하는 물에 있어 제빵사들은 염소처리가 안 된 물을 배양물에 공급하기를 권장한다. 소량의 엿기름(당화 맥아)을 첨가하면 말타아제와 단당류를 공급할 수 있어서 처음부터 효모의 성장에 도움이 된다.
흰 밀가루와 물을 이용해서 만든 사워도를 화이트 사워도, 호밀가루를 이용하여 만든 것을 라이(호밀) 사워도라고 한다.
밀가루와 물의 혼합물은 이전에 보관해 두었던 배양물로부터도 접종이 가능하다. 배양물은 그 자체의 산도과 항생 물질의 작용으로 다른 종류의 효모와 세균의 번식을 억제하는 능력 때문에 안정적이다. 그 결과 다양한 종류의 사워도 빵들이 상대적으로 부패와 곰팡이에 저항성이 있는 경향이 있다. 사워도 빵은 노화도 상대적으로 늦은 편이다.
글루텐이 충분히 발달이 되어 가스를 유지할 수 있게 된 빵 반죽을 발효시키고 부풀게 하는 것은 배양물 속의 효모와 박테리아의 작용이다. 하지만 사워도를 이용해서 충분히 부풀리기가 포장 판매되는 효모를 이용했을 때보다 더 어렵다. 그 이유는 유산균이 효모의 수보다 100 ~ 1000 배 정도 더 많아서 유산균의 산도가 효모의 가스 생성을 억제하기 때문이다. 산도가 높은 조건과 유산균이 단백질을 분해하는 효소를 생성하는 점 때문에 글루텐이 약화되고 최종적으로 만들어지는 빵의 조직은 더 조밀하게 된다.

## 사워도의 역사
사워도는 고대부터 다양한 곡류와 함께 사용되어 왔다.
100% 호밀가루로 만든 빵은 북유럽에서 아주 인기가 많은데 이 빵은 언제나 사워도로 발효시킨다. 호밀에는 충분한 양의 글루텐이 들어 있지 않기 때문에 빵효모는 호밀빵 용 팽창제로 유용하지가 않다. 하지만 사워도는 반죽의 pH 레벨을 낮추고 전분을 부분적으로 젤라틴화하여 가스 거품을 유지할 수 있게 해 준다. 유럽의 남쪽 지역의 바게트와 심지어 파네토네도 원래는 사워도를 이용해서 만들었지만 지금은 더 빨리 자라는 효모로 대체되었다.
캘리포니아 골드 러시 시절의 북 캘리포니아에서는 주된 빵을 사워도로 만들었다. 이 전통은 샌프란시스코의 문화의 주요한 일부로 남아 있다. 그 빵은 워낙 일상적이어서 사워도(sourdough)란 영어 단어 자체가 황금 채굴자를 가리키는 일반적인 별칭이 될 정도였다. 이 별명은 지금도 사워도 샘(Sourdough Sam)이라는 샌프란시스코 포티나이너즈의 마스코트로 남아있다.

## 참고 문헌
1. ↑  Rosada, Didier (1997) Advanced Sourdough. Minneapolis: National Baking Center.
2. ↑  Reinhart, Peter (1998) Crust & Crumb: Master formulas for serious bread bakers. Berkeley: Ten Speed Press. ISBN 1-58008-003-0
3. ↑  McGee, Harold (2004). On Food and Cooking: The Science and Lore of the Kitchen, 544. New York: Scribner. ISBN 0-684-80001-2